# Abaraeus hamifer
Abaraeus hamifer là một loài bọ cánh cứng trong họ Cerambycidae.